# Жонса, Томаш
Томаш Марюш Жонса (пол. Tomasz Mariusz Rząsa; род. 11 марта 1973, Краков) — польский футболист, левый защитник. Известен по выступлениям за нидерландские клубы «Фейеноорд», «Де Графсхап», «Херенвен», за швейцарский «Грассхоппер» и сборную Польши. Участник чемпионата мира 2002 года.

## Клубная карьера
За время своей карьеры , Жонса представлял такие клубы как Краковия, «Сокол» из Пневы, «Грассхоппер», «Лугано», Янг Бойз, Де Графсхап, «Фейеноорд», «Партизан» из Белграда, «Херенвен», «АДО Ден Хааг» и «Рид» .
С Грассхоппером Томаш выиграл две Швейцарских национальной лиги, в сезонах 1994/95 и 1995/96.
В первом же сезоне (1998/99) за «Фейеноорд» Жонса стал Чемпионом Нидерландов. Но после, за время игры Томаша за Фейеноорд (1999—2003), клуб не мог выиграть внутренние турниры. Но 2002 год был выдающимся годом для клуба из Роттердама. Они обыграли дортмундскую Боруссию в Финале Кубка УЕФА 2002, со счётом 3—2, и, следовательно, играли в Суперкубке УЕФА 2002, против победителя Лиги чемпионов 2001/02, мадридского «Реала», которому проиграли со счётом 1-3. Томаш играл оба финала.
Вместе с Любинко Друловичем, Тарибо Уэстом и другими, помог белградскому «Партизану» впервые в истории выйти в групповую стадию Лиги Чемпионов сезона 2003/04. В Сербии его фамилию называли Цонсой.
В 2006 году Томаш подписал контракт и перешёл в австрийский «Рид». В сезоне 2006/07 помог клубу занять наивысшее в Австрийской Бундеслиге — второе место. За Рид Жонса провёл 58 матчей за два сезона, после чего закончил свою профессиональную карьеру.

### Статистика
| Сезон   | Клуб               | Страна                   | Матчи | Голы |
| ------- | ------------------ | ------------------------ | ----- | ---- |
| 1992/93 | Сокол (Пневы)      | Флаг Польши              | 22    | 11   |
| 1993/94 | Сокол (Пневы)      | Флаг Польши              | 27    | 6    |
| 1994/95 | Сокол (Пневы)      | Флаг Польши              | 17    | 8    |
| 1994/95 | Грассхоппер        | Флаг Швейцарии           | 14    | 5    |
| 1995/96 | Лугано             | Флаг Швейцарии           | 9     | 2    |
| 1995/96 | Грассхоппер        | Флаг Швейцарии           | 7     | 0    |
| 1996/97 | Грассхоппер        | Флаг Швейцарии           | 9     | 1    |
| 1996/97 | Янг Бойз           | Флаг Швейцарии           | 12    | 6    |
| 1997/98 | Де Графсхап        | Флаг Нидерландов         | 22    | 2    |
| 1998/99 | Де Графсхап        | Флаг Нидерландов         | 28    | 2    |
| 1999/00 | Фейеноорд          | Флаг Нидерландов         | 31    | 1    |
| 2000/01 | Фейеноорд          | Флаг Нидерландов         | 19    | 0    |
| 2001/02 | Фейеноорд          | Флаг Нидерландов         | 27    | 0    |
| 2002/03 | Фейеноорд          | Флаг Нидерландов         | 13    | 0    |
| 2003/04 | Партизан (Белград) | Флаг Сербии и Черногории | 18    | 0    |
| 2004/05 | Херенвен           | Флаг Нидерландов         | 23    | 0    |
| 2005/06 | АДО Ден Хааг       | Флаг Нидерландов         | 12    | 0    |
| 2006/07 | Рид                | Флаг Австрии             | 30    | 0    |
| 2007/08 | Рид                | Флаг Австрии             | 28    | 0    |

## Сборная
За Сборную Польши Томаш провёл 36 матчей и забил 1 гол. Входил в состав сборной на Чемпионате мира 2002, который проходил в Японии и в Южной Корее.

### Голы за сборную
| #  | Дата            | Стадион                                                              | Соперник          | Счет | Результат | Турнир            |
| -- | --------------- | -------------------------------------------------------------------- | ----------------- | ---- | --------- | ----------------- |
| 1. | 10 Декабря 1994 | Международный стадион имени Короля Фахда, Эр-Рияд, Саудовская Аравия | Саудовская Аравия | 1-2  | 1-2       | Товарищеский матч |

## Карьера тренера
После завершения игровой карьеры он был помощником тренера в познанском «Лехе» под руководством Мацея Скоржа в сезоне 2014/15 и под руководством Рафала Улатовского в мае 2018 года.

## Достижения

### «Грассхоппер»
- Чемпион Швейцарии: 1995/96, 1996/97

### «Фейеноорд»
- Обладатель Суперкубка Нидерландов: 1999
- Обладатель Кубка УЕФА: 2001/02